# Masszinissza
Masszinissza (i. e. 238 körül – i. e. 148) a numida masszüliosz törzs királya, Gaia fia, Oezalkész unokaöccse. A másik nagy numida törzs, a masszaiszüloszok királya, Szüphax Masszinissza elűzésével egyesítette a numidákat. Masszinissza római segítséggel lett végül Numidia második uralkodója (i. e. 206–148), és feleségül vette Szüphax özvegyét, Haszdrubal karthagói pun hadvezér lányát, Szophoniszbát.

## Trónra lépés előtt
Masszinissza apja, Gaia a numidák egyik törzsének, a masszüliosznak királya volt. Gaia halála után annak testvére, Oezalkész vette át a trónt. Masszinissza Karthágóban nevelkedett, később pun lovasparancsnokként vett részt Róma második pun háborújának hispániai csatáiban, ám már ekkor titkos tárgyalásokat folytatott Scipióval. Oezalkész i. e. 206-ban hirtelen meghalt, és a trónt Mazaetullus szerezte meg Masszinissza távollétében. A hazatérő Masszinissza legyőzte Mazaetullust, azonban a másik nagy – de a masszülioszoknál kisebb létszámú – numida törzs királya, Szüphax pun segítséggel elűzte, maga lett a masszülioszok királya. Ezzel egyben egyesítette Numidiát és a numida törzseket (tehát nem igaz az a közkeletű állítás, miszerint Masszinissza lenne Numidia első királya).
Masszinissza i. e. 204-ben csatlakozott az Afrikában partra szálló Scipióhoz. I. e. 203-ban Szüphaxot legyőzték a rómaiak, amivel Masszinissza visszakerült Numidia élére, azonban a masszaiszüliosz törzs ismét önálló lett Vermina, Szüphax fia alatt, aki továbbra is a punok szövetségese maradt.

## Királysága
A második pun háborút lezáró békében Masszinissza megkapta Vermina területeit is, így Numidia ismét egyesült. A továbbiakban a punoktól többször szerzett területeket, amelyek az i. e. 201-es béke alapján „jogszerűen” megillették őt. Az összetűzések közül az i. e. 195–193-as, az i. e. 182-es és i. e. 174-es konfliktusok szerepelnek a forrásokban, de ezeknél valószínűleg több volt. Masszinissza Numidiából sikeresen hátráltatta Karthagó újjáéledését, de nem annyira eredményesen, hogy Karthagó már i. e. 191-ben képes lett volna megfizetni az ötven évre kirótt hadisarc teljes összegét (10 000 talentumot). A punokra mért egyik legsúlyosabb csapás i. e. 161-ben Emporia elfoglalása volt. Karthagó gazdagodása miatt Róma sosem avatkozott be Masszinissza és a punok konfliktusaiba, bár Masszinissza a hadjáratait olyankor vezette, amikor Róma máshol háborúzott. Egy Scipio által vezetett római delegáció figyelmeztette ugyan Masszinisszát, de az elfoglalt területeket nem kellett visszaadni.
Ebben az időben Karthagó is igyekezett jó viszonyt fenntartani Rómával, így a két afrikai királyság nagyságrendileg azonos mértékben támogatta Róma hadjáratait. Ez viszont a termőföldekben szegény, és a kereskedelemben sem élen járó Numidiának nagyobb áldozatba került még úgy is, hogy Rómának tulajdonképpen szüksége sem volt erre a támogatásra, és vagy visszautasították az adományokat, vagy megfizették az árát. Masszinissza ezért diplomáciai úton is igyekezett Karthagó elé kerülni, királyságát Róma tulajdonaként emlegette, és a punokat gyakorta vádolta meg Róma ellenes szervezkedéssel. Amikor a punok felajánlották, hogy hadiflottát építenek és szerelnek fel Róma számára, Masszinissza azzal vádolta őket, hogy Róma ellen építenének hajóhadat. A karthagói kikötő régészeti feltárása nem zárja ki azt a lehetőséget, hogy a pun fegyverkezés valóban meg is történt.
Masszinissza a harmadik pun háború idején halt meg, amikor a rómaiak mondvacsinált indokokkal végleg legyőzték és lerombolták Karthagót. Fia, Mikipsza követte a trónon.

## Egykorú források
- Polübiosz: Historiæ